# 박동현
박동현(1964년 8월 17일~)은 대한민국의 배우이다.

## 학력
- 경성대학교 연극영화과

## 출연작

### 영화
- 《지금, 이대로가 좋아요》(2009년) - 호텔 매니저 역
- 《상사부일체》(2007년) - 오 부장 역
- 《대학로에서 매춘하다가 토막 살해당한 여고생 아직 대학로에 있다》(2000년) - 생일 때 무조건 총 선물하는 힘 꾀나 쎄 보이는 남자 역
- 《얼굴》(1999년) - 권중만 의원 역
- 《지상만가》(1997년) - 수빈 역
- 《학생부군신위》(1996년) - 태식 역
- 《런어웨이》(1995년) - 두목 역
- 《도둑과 시인》(1995년) - 콧수염 역
- 《무궁화 꽃이 피었습니다》(1995년) - 안기부 요원 1 역
- 《테러리스트》(1995년) - 홍 상무 역
- 《미란다》(1995년) - 호승 역
- 《여자 아리랑》(1994년)
- 《바람부는 날이면 압구정동에 가야한다》(1993년) - 캐스팅 디렉터 역
- 《복수혈전》(1992년) - 마태호 역
- 《섬강에서 하늘까지》(1992년) - 공무원 역
- 《황제 오작두》(1992년)
- 《째즈빠 히로시마》(1992년) - 꺽다리 역
- 《맨발에서 벤츠까지》(1991년) - 신입사원 2 역
- 《첫날밤에 내린 비》(1991년)
- 《비 개인 오후를 좋아하세요?》(1991년) - 번개 역
- 《복카치오 91》(1991년)
- 《서울의 눈물》(1991년) - 유철구 역
- 《산산이 부서진 이름이여》(1991년) - 경원 역
- 《쇼 윈도우》(1991년)
- 《단지 그대가 여자라는 이유만으로》(1990년)
- 《그래 가끔 하늘을 보자》(1990년) - 체육선생 역

### 드라마
- 《사랑과 결혼》(1995년, MBC)
- 《여자의 남자》(1993년, MBC)